# Hydaticus pescheti
Hydaticus pescheti är en skalbaggsart som beskrevs av Gschwendtner 1930. Hydaticus pescheti ingår i släktet Hydaticus och familjen dykare. Inga underarter finns listade i Catalogue of Life.